# Amboy (Kalifornien)
Amboy ist ein kleiner Wüstenort in der Mojave-Wüste im San Bernardino County im US-Bundesstaat Kalifornien. Erste Ansiedlungen gehen auf das Jahr 1858 zurück. Um 1883 wurde eine Stadt gegründet. Lewis Kingman, ein für die Atlantic and Pacific Railroad Eisenbahngesellschaft tätiger Ingenieur entwarf Amboy als erste einer Reihe von Eisenbahnstationen in alphabetischer Reihenfolge.

## Geschichte
Durch den National Trails Highway (1914) und im Jahre 1926 nach Eröffnung der Route 66, die durch Amboy führten, erlebte die kleine Stadt einen Boom. Durch seine einsame Lage inmitten der Mojave-Wüste war Amboy in weitem Umkreis die einzige Möglichkeit zum Tanken, Essen oder Übernachten und wurde so ein wichtiger Rastplatz für die Durchreisenden. 1938 eröffnete das Roy´s Cafe und Motel in Amboy. Mit seinem markanten, 1959 errichteten Werbeschild wurde es zu einem Wahrzeichen der Mother Road. Zum wirtschaftlichen Erfolg von Amboy trug auch die Santa Fe Railroad von Kingman (Arizona) bis Barstow (Kalifornien) bei, die über viele Meilen parallel zur Route 66 durch die Wüste führt. Nach der großen Depression Anfang der dreißiger Jahre und im Zweiten Weltkrieg ging zwar der Tourismus in den USA stark zurück, aber es blieben genug Durchreisende, die einen Rastplatz, ein Motel oder eine Tankstelle benötigten. Um 1940 bevölkerten 65 Einwohner den kleinen Wüstenort.

### Amboy heute
Der kleine Ort lebte fort, bis er 1973 durch den modernen Interstate Highway 40 umgangen wurde. Da die Reisenden nahezu die einzige Einnahmequelle waren, entfiel in Amboy, wie in zahlreichen anderen Orten an der alten Route 66, schlagartig die wichtigste wirtschaftliche Grundlage. Die Chlorgewinnung außerhalb des Ortes, sowie Roy´s Cafe und Motel, das sich unter wechselnden Besitzern halten konnte, blieben die einzigen Einnahmequellen.
Die meisten Bewohner verließen in der Folge die Stadt. Die um 1900 gegründete Schule wurde geschlossen. Die Poststation blieb jedoch erhalten. Mit der Nostalgie um die Route 66 rückte der Ort wieder mehr ins Blickfeld der Öffentlichkeit.
Im Jahre 2003 versuchten die verbliebenen sieben Einwohner den gesamten Ort bei eBay zu versteigern. Der gewünschte Erlös wurde jedoch nicht erzielt. 2005 wurde Amboy von Albert Okura, dem japanischstämmigen Betreiber der kalifornischen Restaurantkette „Juan Pollo“ für 425.000 US-Dollar erworben. Er bemüht sich nach eigenen Angaben um den Erhalt der historischen Reste der Stadt. Er verstarb 2023.
Auf Einladung von Albert Okura baute Mike "Mad Mike" Hughes in Amboy eine selbstkonstruierte Rakete. Die Rakete hob im März 2018 ab und erreichte eine Höhe von 570 m. Hughes wollte mit dem Raketenversuch die Flach-Erde-Theorie beweisen.
Westlich von Amboy liegt der Amboy Crater, ein etwa 10.000 Jahre alter, erloschener Vulkankegel, der hauptsächlich aus Lavagestein besteht.

## Amboy als Film- und Fotomotiv
Aufgrund seiner einsamen Lage in der Mojave-Wüste, an einem der schönsten Teilstücke der Route 66, besonders aber wegen des weithin sichtbaren großen Werbeschildes von Roy´s Cafe und Motel, das zu einem Wahrzeichen für die „Mother Road“ geworden ist, wurde Amboy zu einem häufig fotografierten Bildmotiv.
In zahlreichen Film- und Fernsehproduktionen, aber auch in Werbeaufnahmen, Videoclips, Modefotos und Kalendern bildet Amboy die Kulisse. Das Musikvideo zum Song Hero von Enrique Iglesias wurde hier ebenso gedreht wie 1986 Szenen des Films Hitcher, der Highway Killer mit Rutger Hauer. Amboy war zuletzt Anfang 2011 Teil eines Videos über die neue SLK-Klasse von Mercedes-Benz.

## Bildergalerie

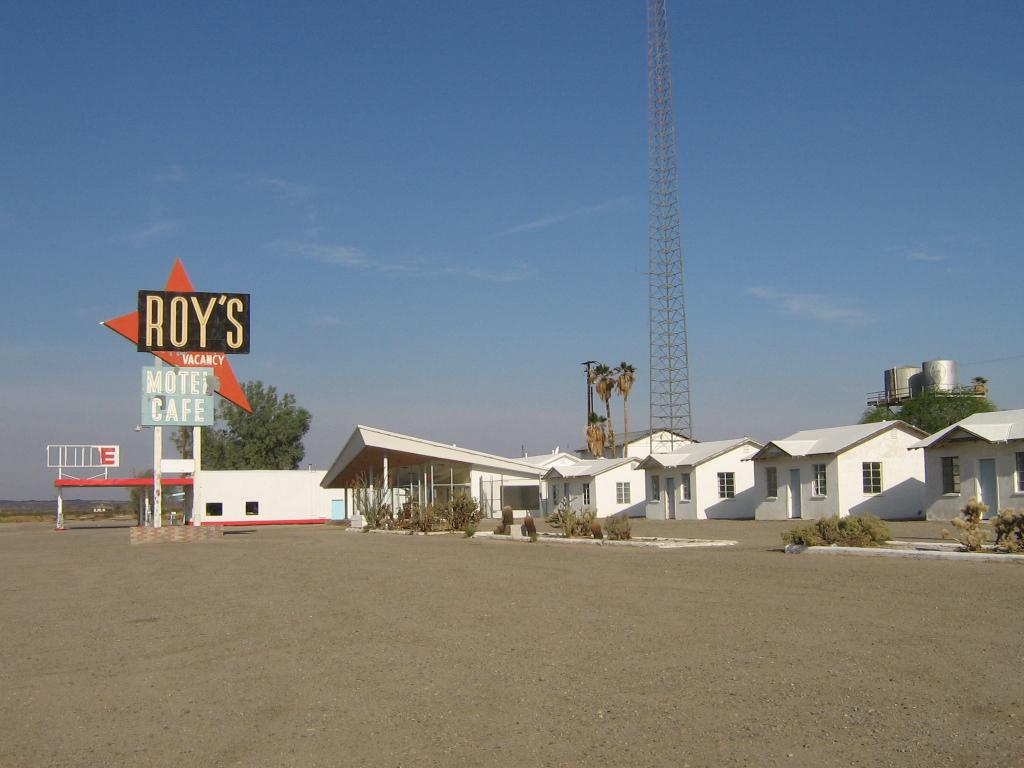
Roy´s Cafe und Motel
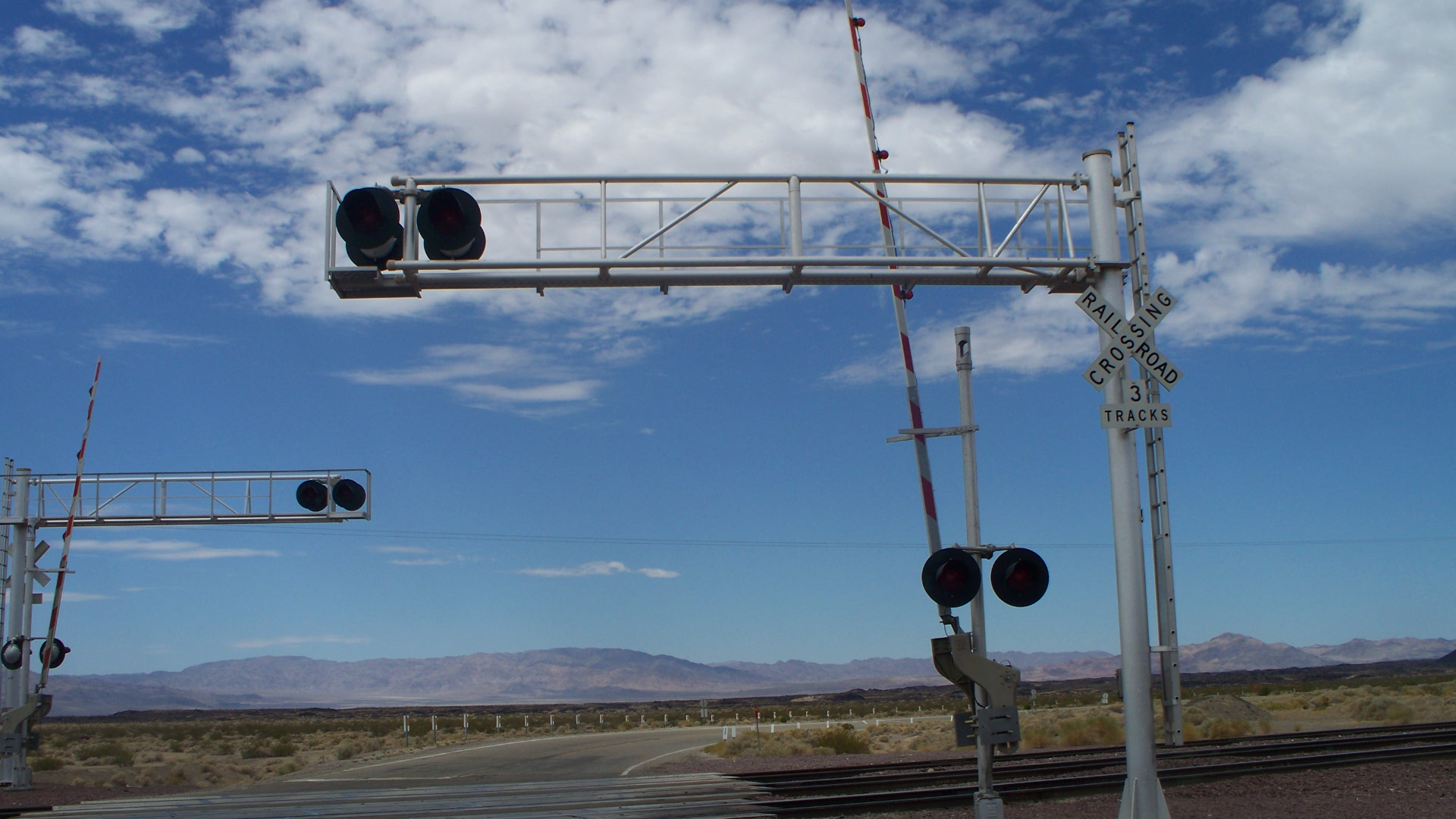
Bahnübergang an der Route 66 bei Amboy
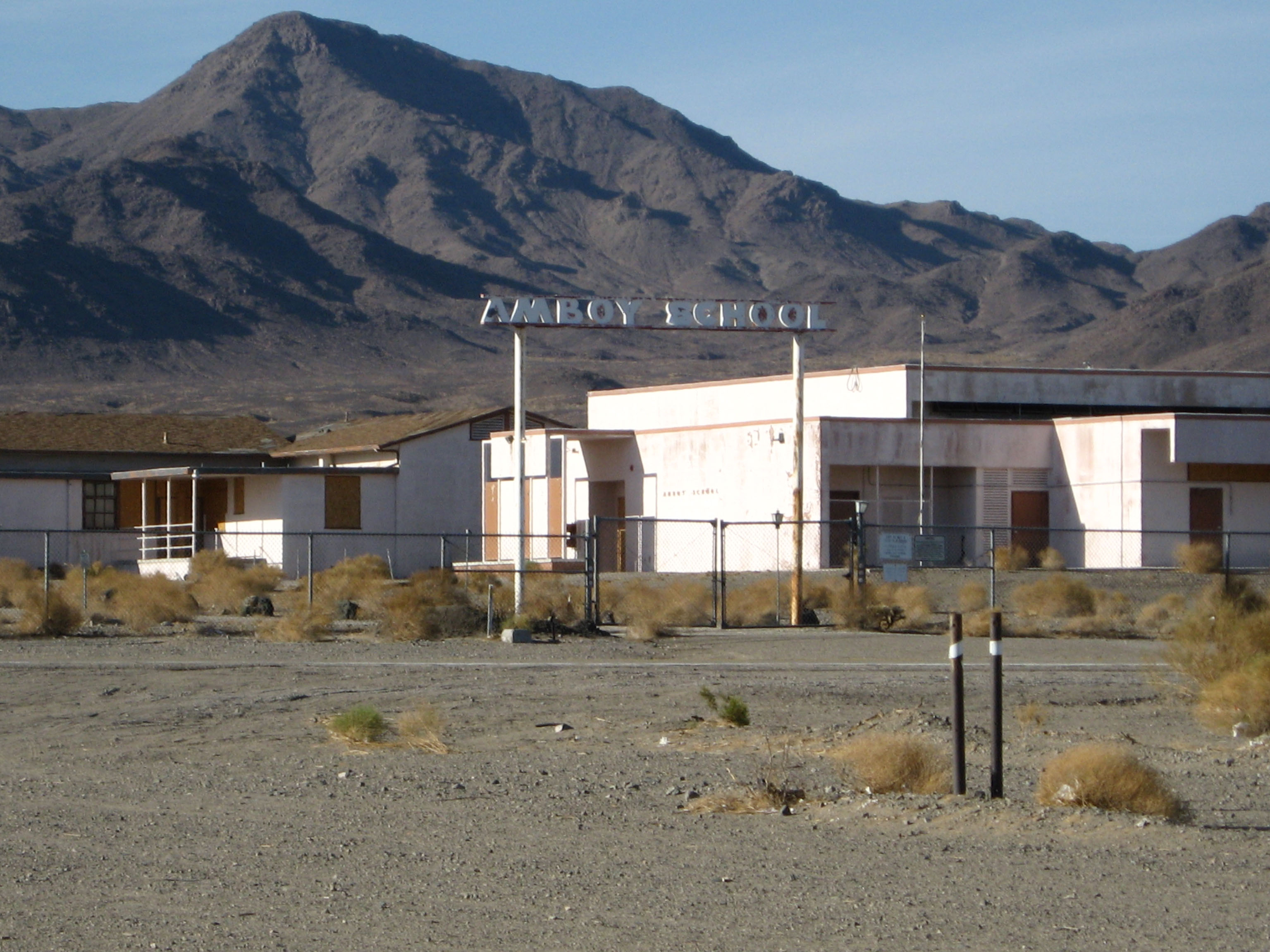
Die geschlossene Schule von Amboy
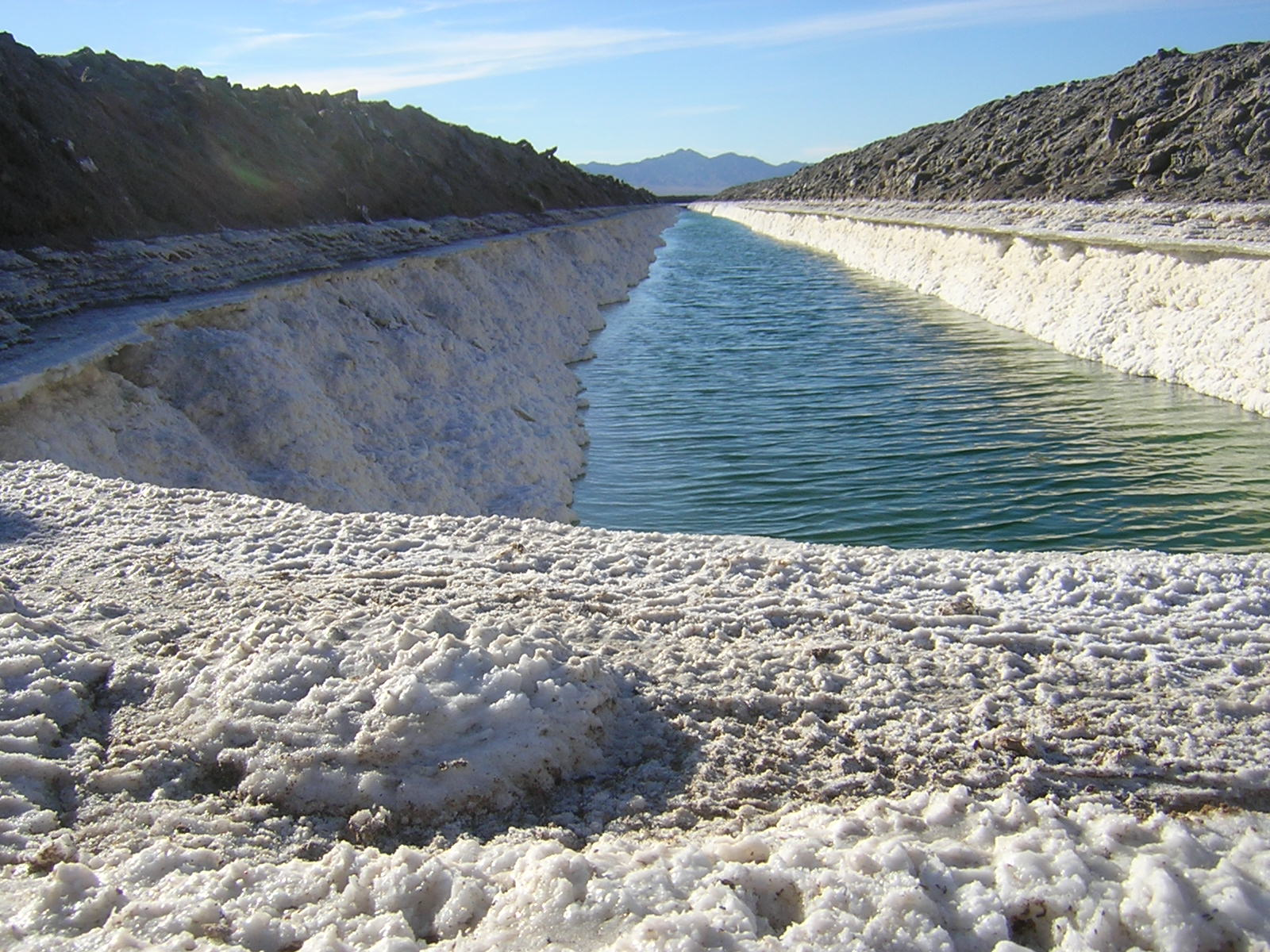
Chlorgewinnung außerhalb von Amboy